# Blue Ribbon Award
Blue Ribbon Award (japanisch ブルーリボン賞 Burū Ribon Shō) ist ein japanischer Filmpreis, der seit 1950 verliehen wird. Der Preis wird alljährlich im Februar in Tokio in sieben verschiedenen Kategorien vergeben. In Zusammenhang mit einem Korruptionsskandal (黒い霧事件) wurde die Auszeichnung zwischen 1967 und 1975 kurzzeitig abgeschafft. Der Blue Ribbon Award stand zuerst unter der Schirmherrschaft von sechs großen Tageszeitungen (Yomiuri Shinbun, Asahi Shimbun, Mainichi Shimbun, Sankei Shimbun, Tōkyō Shimbun und Nihon Keizai Shimbun). Gegenwärtig steht der Filmpreis unter der Schirmherrschaft von sieben Sportzeitungen, deren für die Sparte Film verantwortliche Redakteure das Auswahlkomitee bilden.

## Kategorien
- Bester Film
- Beste Regie
- Bester Hauptdarsteller
- Beste Hauptdarstellerin
- Bester Nebendarsteller
- Beste Nebendarstellerin
- Bestes Drehbuch
- Beste Kamera
- Bester Nachwuchskünstler
- Bester ausländischer Film
- Spezialpreis

## Preisträger
Die nachstehende Liste orientiert sich am Jahr der Preisvergabe. Die Entscheidung über die Vergabe fiel jeweils im vorangegangenen Jahr. Japanische Listen richten sich hiervon abweichend häufig nach dem Jahr der Entscheidung.

### 1951–1960
- 1951
  - Bester Film: Mata au hi made (また逢ふ日まで), Regisseur: Tadashi Imai
  - Beste Regie: Tadashi Imai für Mata au hi made (また逢ふ日まで)
  - Bester Hauptdarsteller: Yamamura Sō in Munekata kyōdai (宗方姉妹)
  - Beste Hauptdarstellerin: Awashima Chikage in Tenyawanya (てんやわんや)
  - Bester ausländischer Film: Boulevard der Dämmerung
- 1952
  - Bester Film: Meshi  (めし), Regisseur: Mikio Naruse
  - Beste Regie: Yasujirō Ozu für Weizenherbst (麦秋, Bakushū)
  - Bester Hauptdarsteller: Mifune Toshirō in Bakurō ichidai (馬喰一代) und in Onnagokoro dare ka shiru (女ごころ誰か知る)
  - Beste Hauptdarstellerin: Hara Setsuko in Weizenherbst und in Meshi
  - Bester ausländischer Film: Monsieur Verdoux – Der Frauenmörder von Paris
- 1953
  - Bester Film: Inazuma (稲妻), Regisseur: Mikio Naruse
  - Beste Regie: Mikio Naruse für Inazuma und für Okāsan  (おかあさん)
  - Bester Hauptdarsteller: nicht vergeben
  - Beste Hauptdarstellerin: Yamada Isuzu in Gendaijin (現代人) und in Hakone fūunroku (箱根風雲録)
  - Bester ausländischer Film: Verbotene Spiele
- 1954
  - Bester Film: Nigori (にごり), Regisseur: Tadashi Imai
  - Beste Regie: Tadashi Imai für Himeyuri no tō (ひめゆりの塔)
  - Bester Hauptdarsteller: nicht vergeben
  - Beste Hauptdarstellerin: Otowa Nobuko in Shukuzu (縮図), in Yokubō (慾望)  und in Onna no isshō (女の一生)
  - Bester ausländischer Film: Lohn der Angst
- 1955
  - Bester Film: Nijūshi no hitomi (二十四の瞳), Regisseur: Keisuke Kinoshita
  - Beste Regie: Mizoguchi Kenji für Die Legende vom Meister der Rollbilder (近松物語)
  - Bester Hauptdarsteller: nicht vergeben
  - Beste Hauptdarstellerin: Takamine Hideko in Nijūshi no hitomi. In: Onna no sono (女の園)  und in Kono hiroi sora no doko ka ni (この広い空のどこかに)
  - Bester ausländischer Film: Jenseits von Eden
- 1956
  - Bester Film: Ukigumo (浮雲), Regisseur: Mikio Naruse
  - Beste Regie: Toyoda Shirō für Meoto zenzai (夫婦善哉)
  - Bester Hauptdarsteller: Morishige Hisaya in Meoto zenzai
  - Beste Hauptdarstellerin: Awashima Chikage in Meoto zenzai
  - Bester ausländischer Film: Gervaise
- 1957
  - Bester Film: Mahiru no ankoku (真昼の暗黒), Regisseur: Tadashi Imai
  - Beste Regie: Tadashi Imai für Mahiru no ankoku
  - Bester Hauptdarsteller: Sada Keiji in Anata kaimasu (あなた買います) und in Taifū sōdōki (台風騒動記)
  - Beste Hauptdarstellerin: Yamada Isuzu in Boshizō (母子像), in Neko to shōzō to futari no onna (猫と庄造と二人のをんな)  und in Nagareru (流れる)
  - Bester ausländischer Film: La Strada – Das Lied der Straße
- 1958
  - Bester Film: Kome (米), Regisseur: Tadashi Imai
  - Beste Regie: Tadashi Imai für Kome und Jun'ai monogatari (純愛物語)
  - Bester Hauptdarsteller: Sakai Frankie in Bakamatsu taiyōden (幕末太陽傳) und in Shiawase wa oira no negai (倖せは俺等のねがい)
  - Beste Hauptdarstellerin: Mochizuki Yūko in Kome und in Unagi tori (うなぎとり)
  - Bester ausländischer Film: Der alte Mann und das Meer
- 1959
  - Bester Film: Die verborgene Festung (隠し砦の三悪人, Kaku toride no san akunin), Regisseur: Akira Kurosawa
  - Beste Regie: Tasaka Tomotaka für Hi no ataru sakamichi (陽のあたる坂道)
  - Bester Hauptdarsteller: Raizō Ichikawa VIII. in Enjō (炎上) und in Benten Kozō (弁天小僧)
  - Beste Hauptdarstellerin: Yamamoto Fujiko in Shirasagi (白鷺) und in Higanbana (彼岸花)
  - Bester ausländischer Film: Die zwölf Geschworenen
- 1960
  - Bester Film: Kiku to Isamu (キクとイサム), Regisseur: Tadashi Imai
  - Beste Regie: Ichikawa Kon für Kagi (Film) und für Nobi (Film)
  - Bester Hauptdarsteller: Nagato Hiroyuki in Nianchan (にあんちゃん)
  - Beste Hauptdarstellerin: Kitabayashi Tanie in Kiku to Isamu (キクとイサム)
  - Bester ausländischer Film: Das letzte Ufer

### 1961–1970
- 1961
  - Bester Film: Otōto (おとうと), Regisseur: Ichikawa Kon
  - Beste Regie: Ichikawa Kon für Otōto (おとうと)
  - Bester Hauptdarsteller: Mikuni Rentarō in Ōi naru tabiji (大いなる旅路)
  - Beste Hauptdarstellerin: Kishi Keiko in Otōto
  - Bester ausländischer Film: Und dennoch leben sie
- 1962
  - Bester Film: Buta to donkan (豚と軍艦), Regisseur: Shōhei Imamura
  - Beste Regie: Itō Daisuke für Hangyakuji (反逆児)
  - Bester Hauptdarsteller: Mifune Toshirō in Yojimbo – Der Leibwächter und in Achi aru otoko (価値ある男), Ánimas Trujano (El hombre importante)
  - Beste Hauptdarstellerin: Wakao Ayako in Onna wa nido umareru (女は二度生まれる), in Tsuma wa kokuhakusuru (妻は告白する) und in Konki (婚期)
  - Bester ausländischer Film: Früchte des Zorns
- 1963
  - Bester Film: Kyūpora no aru machi  (キューポラのある街), Regisseur: Kiriro Urayama
  - Beste Regie: Ichikawa Kon für Watashi wa nisai (私は二歳) und für Hakai (破戒)
  - Bester Hauptdarsteller: Nakadai Tatsuya in Harakiri (1962)
  - Beste Hauptdarstellerin: Yoshinaga Sayuri in Kyūpora no aru machi
  - Bester ausländischer Film: Sonntage mit Sybill
- 1964
  - Bester Film: Nippon konjūki (にっぽん昆虫記), Regisseur: Imamura Shōhei
  - Beste Regie: Imamura Shōhei für Nippon konjūki
  - Bester Hauptdarsteller: Yorozuya Kinnosuke in Bushidō zankoku monogatari (武士道残酷物語)
  - Beste Hauptdarstellerin: Hidari Sachiko in Nippon konjūki und in Kanojo to kare (彼女と彼)
  - Bester ausländischer Film: Lilien auf dem Felde
- 1965
  - Bester Film: Die Frau in den Dünen (砂の女, Suna no onna), Regisseur: Teshigahara Hiroshi
  - Beste Regie: Teshigahara Hiroshi für Die Frau in den Dünen
  - Beste Hauptdarstellerin: Iwashita Shima in Goben no tsubaki (五瓣の椿)
  - Beste Hauptdarstellerin: Nishimura Kō in Akai satsui (赤い殺意)
  - Bester ausländischer Film: Mary Poppins
- 1966
  - Bester Film: Rotbart  (赤ひげ, Akahige), Regisseur: Akira Kurosawa
  - Beste Regie: Yamamoto Satsuo für Nippon dorōbō monogatari (にっぽん泥棒物語) und für Shōnin no isu (証人の椅子)
  - Bester Hauptdarsteller: Mifune Toshirō in Rotbart
  - Beste Hauptdarstellerin: Wakao Ayako in Seisaku no tsuma (清作の妻) und in Namikage (波影)
  - Bester ausländischer Film: Ein Mann und eine Frau
- 1967
  - Bester Film: Shiroi kyotō (白い巨塔), Regisseur: Yamamoto Satsuo
  - Beste Regie: Yamada Yōji für Un ga yokerya (運が良けりゃ)
  - Bester Hauptdarsteller: Hajime Hana in Un ga yokerya
  - Beste Hauptdarstellerin: Tsukasa Yōko in Kinokawa: hana no maki Fumio no maki (紀ノ川　花の巻　文緒の巻)

### 1971–1980
- 1968 bis 1975 Keine Preisvergabe
- 1975
  - Bester Film: Kaseki (化石), Regisseur: Masaki Kobayashi
  - Beste Regie: Fukasaku Kinji für Graveyard of Honor und für Kenkeitai soshiki bōryoku (県警対組織暴力)
  - Bester Hauptdarsteller: Sugawara Bunta in Kenkeitai soshiki bōryoku. In: Torakku Yarō - Goiken muyō (トラック野郎　御意見無用) und in Torakku Yarō - Bakusō ichibanboshi (トラック野郎　爆走一番星)
  - Beste Hauptdarstellerin: Asaoka Ruriko in Otoko wa tsurai yo, Torajirō aiaigasa (男はつらいよ 寅次郎相合い傘)
  - Bester ausländischer Film: Lenny
- 1976
  - Bester Film: Daichi no komoriuta (大地の子守歌), Regisseur: Yasuzo Masumura
  - Beste Regie: Yamane Shigeyuki für Saraba natsu no hikari yo (さらば夏の光よ) und für Permanent Blue manatsu no ai (パーマネント・ブルー 真夏の恋)
  - Bester Hauptdarsteller: Watari Tetsuya in Yakuza no hakaba kuchinashi no hana (やくざの墓場 くちなしの花)
  - Beste Hauptdarstellerin: Akiyoshi Kumiko in Saraba natsu no hikari yo und in Anii mō to (あにいもうと)
  - Bester Nachwuchskünstler: Nobuhiko Ôbayashi für Hausu (ハウス)
  - Bester ausländischer Film: Taxi Driver
- 1977
  - Bester Film: Shiawase no kiiroi hankachi (幸福の黄色いハンカチ), Regisseur: Yōji Yamada
  - Beste Regie: Yōji Yamada für Shiawase no kiiroi hankachi
  - Bester Hauptdarsteller: Takakura Ken in Hakkōda-san (八甲田山) und in Shiawase no kiiroi hankachi
  - Beste Hauptdarstellerin: Iwashita Shima in Hanare goze Orin (はなれ瞽女おりん)
  - Bester ausländischer Film: Rocky
- 1978
  - Bester Film: Mō hōzue hatsukanai (もう頬づえはつかない), Regisseur: Yōichi Higashi
  - Beste Regie: Yoshitarō Nomura für Kichiku (鬼畜) und für Jiken (事件)
  - Bester Hauptdarsteller: Ogata Ken in Kichiku
  - Beste Hauptdarstellerin: Kaji Meiko in Sonezaki shinjū (曽根崎心中)
  - Bester ausländischer Film: Gewalt und Leidenschaft
- 1979
  - Bester Film: Fukushūsuru wa ware ni ari (復讐するは我にあり), Regisseur: Imamura Shōhei
  - Beste Regie: Imamura Shōhei für Fukushūsuru wa ware ni ari
  - Bester Hauptdarsteller: Wakayama Tomisaburō in Fukushūsuru wa ware ni ari
  - Beste Hauptdarstellerin: Momoi Kaori in Mō zue hatsukanai (もう頬づえはつかない), in Kamisama no kureta akanbo (神様のくれた赤ん坊) und in Otoko wa tsurai yo, tonderu Torajirō (男はつらいよ 翔んでる寅次郎)
  - Bester ausländischer Film: Die durch die Hölle gehen
- 1980
  - Bester Film: Kagemusha (影武者), Regisseur: Akira Kurosawa
  - Beste Regie: Suzuki Seijun für Zigeunerweisen (ツィゴイネルワイゼン)
  - Bester Hauptdarsteller: Nakadai Tatsuya in Kagemusha und in Nihyakusan kōchi (二百三高地)
  - Beste Hauptdarstellerin: Toake Yukio in Furueru shita (震える舌)
  - Bester ausländischer Film: Kramer gegen Kramer

### 1981–1990
- 1981
  - Bester Film: Doro no kawa (泥の河), Regisseur: Kōhei Oguri
  - Beste Regie: Negishi Kichitarō für Enrai (遠雷) und für Kurutta kajitsu (狂った果実)
  - Bester Hauptdarsteller: Nagashima Toshiyuki in Enrai (遠雷)
  - Beste Hauptdarstellerin: Matsuzaka Keiko in Seishun no mon (青春の門) und in Otoko wa tsurai yo, naniwa no koi no Torajirō (男はつらいよ 浪花の恋の寅次郎』)
  - Bester ausländischer Film: Die Blechtrommel
- 1982
  - Bester Film: Kamata kōshin-kyoku (蒲田行進曲), Regisseur: Kinji Fukasaku
  - Beste Regie: Kinji Fukasaku für Kamata kōshin-kyoku („Die Todestreppe“)
  - Bester Hauptdarsteller: Atsumi Kiyoshi in Otoko wa tsurai yo, Torajirō ajisai no koi (男はつらいよ 寅次郎あじさいの恋) und in Otoko wa tsurai yo, hana mo arashi mo Torajirō (男はつらいよ 花も嵐も寅次郎)
  - Beste Hauptdarstellerin: Natsume Masako in Kiryūin Hanako no shōgai (鬼龍院花子の生涯)
  - Bester ausländischer Film: E.T. – Der Außerirdische
- 1983
  - Bester Film: Tōkyō saiban (東京裁判), Regisseur: Masaki Kobayashi
  - Beste Regie: Morita Yoshimitsu für Kazoku Game (家族ゲーム)
  - Bester Hauptdarsteller: Ogata Ken in Narayama Bushikō (楢山節考), in Yōkirō (陽暉楼), in Gyoei no mure (魚影の群れ) und in Okinawan Boys (OKINAWAN BOYS オキナワの少年)
  - Beste Hauptdarstellerin: Tanaka Yūko in Amagigoe (天城越え)
  - Bester ausländischer Film: Flashdance
- 1984
  - Bester Film: Setouchi shōnen yakyū dan (瀬戸内少年野球団), Regisseur: Masahiro Shinoda
  - Beste Regie: Itami Jūzō für O-sōshiki (お葬式)
  - Bester Hauptdarsteller: Yamazaki Tsutomu in O-sōshiki und in Saraba hakobune (さらば箱舟)
  - Beste Hauptdarstellerin: Yakushimaru Hiroko in W no higeki (Wの悲劇)
  - Bester ausländischer Film: Der Stoff, aus dem die Helden sind
- 1985
  - Bester Film: Ran (Film) (乱), Regisseur: Akira Kurosawa
  - Beste Regie: Morita Yoshimitsu für Sorekara (それから)
  - Bester Hauptdarsteller: Chiaki Minoru in Hana ichimonme (花いちもんめ)
  - Beste Hauptdarstellerin: Toake Yukiyo in Hana ichimonme und in Kai (櫂)
  - Bester ausländischer Film: Der einzige Zeuge
- 1986
  - Bester Film: Uhohho Tankentai (ウホッホ探険隊), Regisseur: Kichitaro Negishi
  - Beste Regie: Kumai Kei für Umi to dokuyaku (海と毒薬)
  - Bester Hauptdarsteller: Tanaka Kunie in Uhohho Tankentai
  - Beste Hauptdarstellerin: Ishida Ayumi in Kataku no hito (火宅の人) und in Tokei Adieu l’Hiver (時計 Adieu l’Hiver)
  - Bester ausländischer Film: Die Farbe Lila
- 1987
  - Bester Film: Die Steuerfahnderin (マルサの女), Regisseur: Itami Jūzō
  - Beste Regie: Hara Kazuo für Yukiyukite, shingun (ゆきゆきて、神軍)
  - Bester Hauptdarsteller: Jinnai Takanori in Chōchin (ちょうちん)
  - Beste Hauptdarstellerin: Mita Yoshiku in Hanrenu riyū (別れぬ理由)
  - Bester ausländischer Film: The Untouchables – Die Unbestechlichen
- 1988
  - Bester Film: Dunhuang (敦煌), Regisseur: Junya Sato
  - Beste Regie: Wada Makoto für Kaitō Ruby (快盗ルビイ)
  - Bester Hauptdarsteller: Hana Hajime in Kaisha monogatari Memories of you (会社物語 MEMORIES OF YOU)
  - Beste Hauptdarstellerin: Momoi Kaori in Kimura-ke no hitobito (木村家の人びと), in Kamu onna (噛む女, Bitten) und in Tomorrow ashita (TOMORROW 明日)
  - Bester ausländischer Film: Der Himmel über Berlin
- 1989
  - Bester Film: Dotsuitarunen (どついたるねん), Regisseur: Junji Sakamoto
  - Beste Regie: Masuda Toshio für Sōgi (葬儀)
  - Bester Hauptdarsteller: Mikuni Rentarō in Rikyū (利休)
  - Beste Hauptdarstellerin: Tanaka Yoshiko in Schwarzer Regen (Film)
  - Bester ausländischer Film: Die Hard
- 1990
  - Bester Film: Shōnen jidai (少年時代), Regisseur: Shinoda Masahiro
  - Beste Regie: Shinoda Masahiro für Shōnen jidai
  - Bester Hauptdarsteller: Harada Yoshio in Rōningai (浪人街) und in Ware utsu yōi ari (われ撃つ用意あり)
  - Beste Hauptdarstellerin: Matsuzaka Keiko in Shi no toge (死の棘)
  - Bester ausländischer Film: Feld der Träume

### 1991–2000
- 1991
  - Bester Film: Das Meer war ruhig (あの夏、いちばん静かな海, Ano natsu, ichiban shizuka na umi), Regisseur: Kitano Takeshi
  - Beste Regie: Kitano Takeshi für Das Meer war ruhig
  - Bester Hauptdarsteller: Takenaka Naoko in Munō no hito (無能の人)
  - Beste Hauptdarstellerin: Kudō Yūki in Sensō to seishun (戦争と青春)
  - Bester ausländischer Film: Das Schweigen der Lämmer

- 1992
  - Bester Film: Lust auf Sumo (シコふんじゃった., Shiko funjatta), Regisseur: Masayuki Suo
  - Beste Regie: Masayuki Suo für Lust auf Sumo
  - Bester Hauptdarsteller: Motoki Masahiro in Lust auf Sumo
  - Beste Hauptdarstellerin: Mita Yoshiko in tōki rakujitsu (遠き落日)
  - Bester ausländischer Film: JFK – Tatort Dallas

- 1993
  - Bester Film: Tsuki wa dotchi ni dete iru (月はどっちに出ている), Regisseur: Yoichi Sai
  - Beste Regie: Takita Yōjirō für Bokura wa minna ikite iru (僕らはみんな生きている)
  - Bester Hauptdarsteller: Sanada Hiroyuki in Bokura wa minna ikite iru
  - Beste Hauptdarstellerin: Ruby Moreno in Tsuki wa dotchi ni dete iru
  - Bester ausländischer Film: Jurassic Park

- 1994
  - Bester Film: Bō no kanashimi (棒の哀しみ), Regisseur: Tatsumi Kumashiro
  - Beste Regie: Tatsumi Kumashiro für Bō no kanashimi
  - Bester Hauptdarsteller: Okuda Eiji in Bō no kanashimi
  - Beste Hauptdarstellerin: Takaoka Saki in Chūshin guragaiten yotsuya kaidan (忠臣蔵外伝 四谷怪談)
  - Bester ausländischer Film: Pulp Fiction

- 1995
  - Bester Film: Gogo no yuigonjō (午後の遺言状), Regisseur: Kaneto Shindō
  - Beste Regie: Kaneko Shūsuke für Gamera Daikaijū kūchū kessen (ガメラ　大怪獣空中決戦)
  - Bester Hauptdarsteller: Sanada Hiroyuki in Sharaku (写楽), in East meets West und in Kinkyū yobidashi Emergency Call (緊急呼出し エマージェンシー・コール)
  - Beste Hauptdarstellerin: Miho Nakayama in Love Letter
  - Bester ausländischer Film: Die Brücken am Fluß

- 1996
  - Bester Film: Kishiwada shōnen gurentai (岸和田少年愚連隊), Regisseur: Kazuyuki Izutsu
  - Beste Regie: Kitano Takeshi für Kids Return (キッズ・リターン)
  - Bester Hauptdarsteller: Yakusho Kōji in Shall we dance? (Shall we ダンス?), in Nemuru otoko (眠る男) und in Shabu gokudō (シャブ極道)
  - Beste Hauptdarstellerin: nicht vergeben
  - Bester ausländischer Film: Sieben

- 1997
  - Bester Film: Bounce (バウンス ko GALS), Regisseur: Harada Masato
  - Beste Regie: Harada Masato für Bounce
  - Bester Hauptdarsteller: Yakusho Kōji in Unagi (うなぎ), in Shitsurakuen (失楽園) und in Cure
  - Beste Hauptdarstellerin: Momoi Kaori in Tōkyō yakyoku (東京夜曲』)
  - Bester ausländischer Film: Titanic

- 1998
  - Bester Film: Hana-Bi (Film) (はなび), Regisseur: Takeshi Kitano
  - Beste Regie: Takeshi Kitano für Hana-Bi (Film)
  - Bester Hauptdarsteller: Takeshi Kitano in Hana-Bi (Film)
  - Beste Hauptdarstellerin: Harada Mieko in Ai o kohitō (愛を乞うひと)
  - Bester ausländischer Film: L.A. Confidential

- 1999
  - Bester Film: Tabu (1999) (御法度, Gohatto), Regisseur: Ōshima Nagisa
  - Beste Regie: Ōshima Nagisa für Tabu (1999)
  - Bester Hauptdarsteller: Takakura Ken in Poppoya (鉄道員)
  - Beste Hauptdarstellerin: Suzuki Kyōka in 39 keihō daisanjūkyūjō (39 刑法第三十九条』)
  - Bester ausländischer Film: Das Leben ist schön

- 2000
  - Bester Film: Battle Royale  (バトル・ロワイアル), Regisseur: Kinji Fukasaku
  - Beste Regie: Sakamoto Junji für Kao (顔)
  - Bester Hauptdarsteller: Oda Yūji in White-out (ホワイトアウト)
  - Beste Hauptdarstellerin: Yoshinaga Sayuri in Nagasaki buraburabushi (長崎ぶらぶら節)
  - Bester ausländischer Film: Dancer in the Dark

### 2001–2010
- 2001
  - Bester Film: Chihiros Reise ins Zauberland (千と千尋の神隠し, Sen to Chihiro no kamikakushi), Regisseur: Hayao Miyazaki
  - Beste Regie: Yukisada Isao für Go (2001)
  - Bester Hauptdarsteller: Nomura Mansai in Onmyōji (陰陽師)
  - Beste Hauptdarstellerin: Amami Yūki in Inugami (狗神), in Rendan (連弾) und in Sennen no koi hikaru: Genji monogatari (千年の恋 ひかる源氏物語)
  - Bester ausländischer Film: Joint Security Area
- 2002
  - Bester Film: Samurai der Dämmerung (たそがれ清兵衛, Tasogare Seibei), Regisseur: Yamada Yōji
  - Beste Regie: Sai Yōichi für Keimusho no naka (刑務所の中)
  - Bester Hauptdarsteller: Satō Kōichi in KT
  - Beste Hauptdarstellerin: Kataoka Reiko in Hash! (ハッシュ!)
  - Bester ausländischer Film: Shaolin Kickers
- 2003
  - Bester Film: Akame shijūya taki shinjū misui (赤目四十八瀧心中未遂), Regisseur: Genjiro Arato
  - Beste Regie: Morita Yoshimitsu für Ashura no gotoku (阿修羅のごとく』)
  - Bester Hauptdarsteller: Nishida Toshiyuki in Get Up! (ゲロッパ!) und in Tsuri baka nishi 14 (釣りバカ日誌14)
  - Beste Hauptdarstellerin: Terajima Shinobu in Akame shijūya taki shinjū misui und in Vibrator (ヴァイブレータ)
  - Bester ausländischer Film: Infernal Affairs
- 2004
  - Bester Film: Nobody Knows (Film) (誰も知らない, Daremo shiranai), Regisseur: Koreeda Hirokazu
  - Beste Regie: Koreeda Hirokazu für Nobody Knows (Film)
  - Bester Hauptdarsteller: Terao Akira in Han'ochi (半落ち)
  - Beste Hauptdarstellerin: Miyazawa Rie in Chichi to kuraseba (父と暮せば)
  - Bester ausländischer Film: Mystic River
- 2005
  - Bester Film: Patchigi (パッチギ!), Regisseur: Kazuyuki Izutsu
  - Beste Regie: Satō Jun'ya für Yamato – The Last Battle (男たちの大和/YAMATO)
  - Bester Hauptdarsteller: Sanada Hiroyuki in Bōkoku no Aegis (亡国のイージス)
  - Beste Hauptdarstellerin: Koizumi Kyōko in Kūchū teien (空中庭園)
  - Bester ausländischer Film: Million Dollar Baby
- 2006
  - Bester Film: Furagāru (フラガール), Regisseur: Sang-il Lee
  - Beste Regie: Nishikawa Miwa für Yureru (ゆれる)
  - Bester Hauptdarsteller: Watanabe Ken in Ashita no kioku (明日の記憶)
  - Beste Hauptdarstellerin: Aoi Yū in Hula Girl (フラガール) und in Honey and Clover (ハチミツとクローバー)
  - Bester ausländischer Film: Flags of Our Fathers
- 2007
  - Bester Film: Kisaragi (キサラギ), Regisseur: Yūichi Satō
  - Beste Regie: Suo Masayuki für Soredemo boku wa yattenai (それでもボクはやってない)
  - Bester Hauptdarsteller: Kase Ryō in Soredemo boku wa yattenai
  - Beste Hauptdarstellerin: Asō Kumiko in Yūnagi no machi sakura no kuni (夕凪の街 桜の国)
  - Bester ausländischer Film: Dreamgirls
- 2008
  - Bester Film: Kuraimāzu hai (クライマーズ・ハイ), Regisseur: Masato Harada
  - Beste Regie: Koreeda Hirokazu für Still Walking
  - Bester Hauptdarsteller: Motoki Masahiro in Okuribito (おくりびと, Nokan – Die Kunst des Ausklangs)
  - Beste Hauptdarstellerin: Kimura Tae in Guri no koto (ぐるりのこと.)
  - Bester ausländischer Film: The Dark Knight
- 2009
  - Bester Film: Tsurugidake: ten no ki (劒岳 点の記), Regisseur: Nakashima Tetsuya
  - Beste Regie: Nishikawa Miwa für Dear Doctor (ディア・ドクター)
  - Bester Hauptdarsteller: Shōfukutei Tsurube in Dear Doctor
  - Beste Hauptdarstellerin: Ayase Haruka in Oppai Ballet (おっぱいバレー)
  - Bester ausländischer Film: Gran Torino
- 2010
  - Bester Film: Geständnisse (告白, Kokuhaku), Regisseur: Daisaku Kimura
  - Beste Regie: Ishii Yūya für Kawa no soko kara konnichi wa (川の底からこんにちは)
  - Bester Hauptdarsteller: Tsumabuki Satoshi in Akunin (悪人)
  - Beste Hauptdarstellerin: Terajima Shinobu in Caterpillar
  - Bester ausländischer Film: District 9

### 2011–2020
- 2011
  - Bester Film: Tsumetai nettaigyo (冷たい熱帯魚), Regisseur: Shion Sono
  - Beste Regie: Shindō Kaneto für Ichimai no hagaki (一枚のハガキ)
  - Bester Hauptdarsteller: Takenouchi Yutaka in Taiheiyō no kiseki (太平洋の奇跡』)
  - Beste Hauptdarstellerin: Nagasaku Hiromi in Yōkame no semi (八日目の蝉)
  - Bester ausländischer Film: Black Swan
- 2012
  - Bester Film: Kazoku no kuni (かぞくのくに), Regisseur: Yang Yong-hi
  - Beste Regie: Uchida Kenji für Kagi dorōbō no Method (鍵泥棒のメソッド)
  - Bester Hauptdarsteller: Abe Hiroshi in Kirin no tsubasa (麒麟の翼), in Thermae Romae (テルマエ・ロマエ) und in Karasu no oyayubi  (カラスの親指)
  - Beste Hauptdarstellerin: Andō Sakura in Kazoku no kuni
  - Bester ausländischer Film: Les Misérables
- 2013
  - Bester Film: A Story of Yonosuke (横道世之介)
  - Beste Regie: Tatsushi Omori für Goodbye Valley (さよなら渓谷)
  - Bester Hauptdarsteller: Kengo Korain Story of Yonosuke
  - Beste Hauptdarstellerin: Shihori Kanjiya in Kiss (くちづけ)
  - Bester Nachwuchskünstler: Hana Koroki für The Great Passage (舟を編む) und Prairie of chair (草原の椅子)
  - Bester ausländischer Film: Gravity
- 2014[2]
  - Bester Film: Samurai Hustle (超高速!参勤交代), Regisseur: Katsuhide Motoki
  - Beste Regie: Miho Wu für The Light Shines Only There (そこのみにて光輝く)
  - Bester Hauptdarsteller: Tadanobu Asano in My Man (私の男)
  - Beste Hauptdarstellerin: Ando Sakura in 0.5 mm (0.5ミリ) und 100 Yen Love (百円の恋)
  - Bester Nachwuchskünstler: Koshiba Fuka für Kiki’s Delivery Service (魔女の宅急便)
  - Bester ausländischer Film: Jersey Boys
- 2015[3]
  - Bester Film: Japan’s Longest Day (日本のいちばん長い日), Regisseur: Masato Harada
  - Beste Regie: Ryōsuke Hashiguchi für Three Stories of Love (恋人たち)
  - Bester Hauptdarsteller: Yo Oizumi in Kakekomi (駆込み女と駆出し男)
  - Beste Hauptdarstellerin: Kasumi Arimura in Strobe Edge (ストロボ・エッジ) und Birigyaru (映画 ビリギャル)
  - Bester Nachwuchskünstler: Anna Ishii für Girls Step (ガールズ・ステップ) und Solomon Perjury (ソロモンの偽証)
  - Bester ausländischer Film: Mad Max: Fury Road
- 2016
  - Bester Film: Shin Godzilla (シン・ゴジラ), Regisseur: Hideaki Anno
  - Beste Regie: Katabuchi Sunao für In this Corner of the World (この世界の片隅に)
  - Bester Hauptdarsteller: Matsuyama Ken’ichi in Satoshi: A Move for Tomorrow (聖の青春)
  - Beste Hauptdarstellerin: Ōtake Shinobu in Gosaigyō no onna (後妻業の女)
  - Bester Nachwuchskünstler: Okamura Izumi für Gymnopedie ni midareru (ジムノペディに乱れる)
  - Bester ausländischer Film: Rogue One: A Star Wars Story
- 2017
  - Bester Film: Aa kōya (あゝ、荒野)
  - Beste Regie: Shiraishi Kazuya für Kanojo ga sono na wo shiranai toritachi (彼女がその名を知らない鳥たち)
  - Bester Hauptdarsteller: Abe Sasao in Kanojo ga sono na wo shiranai toritachi
  - Beste Hauptdarstellerin:  Aragaki Yui in Mikkusu (ミックス)
  - Bester Nachwuchskünstler: Ishibashi Shizuka in Yozora wa itsu demo saikō mitsudo no aoiro da (夜空はいつでも最高密度の青色だ, The Tokyo Night Sky Is Always The Densest Shade of Blue)
  - Bester ausländischer Film: Hidden Figures – Unerkannte Heldinnen (ドリーム, Dorīmu)
- 2018
  - Bester Film: Kamera o tomeru na (カメラを止めるな!), Regisseur: Ueda Shinichirō
  - Beste Regie: Shiraishi Kazuya für Koro no chi (孤狼の血), Tomerareru ka aretachi o (止められるか、俺たちを) und Sanī/32 (サニー/32)
  - Bester Hauptdarsteller: Tachi Hiroshi in Owatta hito (終わった人)
  - Beste Hauptdarstellerin: Kadowaki Mugi in Tomerareru ka aretachi o (止められるか、俺たちを)
  - Bester Nachwuchskünstler: Minami Sara in Shinochi-chan wa jibun no namae ga ienai(志乃ちゃんは自分の名前が言えない)
  - Bester ausländischer Film: Bohemian Rhapsody
- 2019
  - Bester Film: Tonde Saitama (翔んで埼玉)
  - Beste Regie: Mariko Tetsuya für Miyamoto kara kimi e (宮本から君へ!)
  - Bester Hauptdarsteller: Nakai Kiichi in Kioku ni gozaimasen! (記憶にございません!)
  - Beste Hauptdarstellerin: Nagasawa Masami in Konfidensu man JP purinsesu hen (コンフィデンスマンJP -プリンセス編-)
  - Bester Nachwuchskünstler: Sekimizu Nagisa in Machida kun no sekai (町田くんの世界)
  - Bester ausländischer Film: Joker
- 2020
  - Bester Film: Fukushima 50, Regisseur: Wakamatsu Setsurō
  - Beste Regie: Nakano Ryōta für Asadake (浅田家!)
  - Bester Hauptdarsteller: Kusanagi Tsuyoshi in Middonaito suwan (ミッドナイトスワン, Midnight Swan)
  - Beste Hauptdarstellerin: Nagasawa Masami in Konfidensu man JP purinsesu hen (コンフィデンスマンJP -プリンセス編-) und in Mother (MOTHER マザー)
  - Bester Nachwuchskünstler: Okudaira Daiken in Mother (MOTHER マザー)
  - Bester ausländischer Film: Parasite